# 1862 Apollo
1862 Apollo è un asteroide near-Earth, prototipo del gruppo degli asteroidi Apollo. Scoperto nel 1932, successivamente considerato perso e ritrovato nel 1973, presenta un'orbita caratterizzata da un semiasse maggiore pari a 1,4700451 au e da un'eccentricità di 0,5598234, inclinata di 6,35515° rispetto all'eclittica.
All'epoca della scoperta, venne considerato il primo asteroide in grado di intersecare l'orbita terrestre, pertanto divenne l'eponimo del gruppo di asteroidi geosecanti con semiasse maggiore di quello della Terra. Inoltre, poiché venne numerato solo dopo la riscoperta nel 1973, vi sono vari asteroidi nel gruppo che presentano una numerazione più bassa di Apollo, ad esempio 1566 Icarus. Oltre ad essere un asteroide geosecante, Apollo è anche un asteroide citerosecante e areosecante.
L'analisi spettrale lo classifica come un asteroide di tipo Q. Nel 2007, assieme a 54509 YORP, è stato oggetto di una serie di studi per verificare l'effetto YORP fino ad allora ipotizzato ma mai verificato.
L'asteroide è dedicato all'omonima divinità della mitologia greca.
Nel 2005 ne è stata scoperta la probabile natura binaria, senza tuttavia assegnare un nome pur provvisorio al satellite. Le due componenti del sistema, distanti tra loro 3,75 km, avrebbero dimensioni di circa 1,55 km e 80 m. Il satellite orbiterebbe attorno al corpo principale in 1,14 giorni.